# Kawasaki Ki-3
Kawasaki Ki-3 (KDA-7, jap. キ-3) – japoński lekki bombowiec wytwórni Kawasaki przeznaczony dla lotnictwa Cesarskiej Armii Japońskiej, zbudowany w latach 30. XX wieku. Był to ostatni dwupłatowy bombowiec lotnictwa armii.

## Historia
Na początku lat 30. XX wieku, używane przez lotnictwo armii lekkie bombowce Mitsubishi Typ 87 i Kawasaki Typ 88 były już konstrukcjami przestarzałymi, niespełniającymi oczekiwań ówczesnego pola walki. We wrześniu 1932 roku Wydział Techniczny Głównego Biura ds. Lotnictwa Armii (Rikugun Kōkū Honbu Gijutsubu) zwrócił się do firmy Kawasaki z propozycją budowy nowego samolotu bombowego. Prace nad samolotem, który otrzymał oznaczenie fabryczne KDA-7 rozpoczął zespół konstruktorów pod kierunkiem inżynierów Richarda Vogta i Takeo Doi. Nowa maszyna miała charakteryzować się dużą zwrotnością oraz parametrami lotu przewyższającymi osiągi samolotów Typ 87 i Typ 88. W kwietniu 1933 roku ukończono budowę pierwszego prototypu, a do końca tego samego roku zbudowano jeszcze dwa prototypowe egzemplarze. Maszyna okazała się na tyle dobra, że już w sierpniu 1933 roku Główne Biuro ds. Lotnictwa Armii zamówiło samoloty seryjne. Maszyna otrzymała oficjalną nazwę Kyū-San-Shiki Tankeibakugekiki (Jednosilnikowy Lekki Samolot Bombowy Typ 93, znany również pod skrótowym oznaczeniem 93-Tankei), a wraz z wejściem systemu numeracji Ki Go oznaczenie Ki-3. W styczniu 1934 roku w zakładach Kawasaki w Gifu uruchomiono produkcję seryjną samolotu. Do marca 1935 roku wybudowano tam 200 egzemplarzy, do których dołączyło jeszcze 40 samolotów z wytwórni Kabushiki-gaisha Ishikawajima Hikōki Seisakusho w Tachikawa. Niestety eksploatacja samolotów ujawniła jego główną wadę, która stała się przyczyną przerwania produkcji samolotu – nieustające problemy z silnikiem Kawasaki BMW IX, w których permanentnie dochodziło do awarii sprężarek. Ich naprawa była niemożliwa do wykonania w warunkach polowych. W zaistniałej sytuacji lotnictwo armii lądowej zostało zmuszone do przedłużenia eksploatacji samolotów Kawasaki Typ 88 i szybkiego znalezienia następców Ki-3.

## Konstrukcja
Ki-3 był zastrzałowym dwupłatem o metalowej konstrukcji krytej blachą i płótnem ze stałym, trójkołowym podwoziem z kółkiem ogonowym. Górny płat o trapezowym obrysie zwężający się ku końcowi, oparty na dolnym płacie dużymi, pojedynczymi zastrzałami. Całość usztywniona naciągami z drutu. Obydwa płaty zaopatrzone w lotki. Koła podwozia wsparte o kadłub czterema zastrzałami osłonięto aerodynamicznymi osłonami, które jednak w warunkach polowych dość często demontowano. Dwuosobowa załoga zajmowała miejsce w otwartej, tandemowej kabinie. Obydwa miejsca załogi osłonięto wiatrochronem. W samolocie zastosowano 12-cylindrowy silnik rzędowy Kawasaki BMW IX zaopatrzony w mechaniczną sprężarkę napędzający dwułopatowe drewniane śmigło. Wlot powietrza do silnika osłonięty został regulowanymi żaluzjami.

## Uzbrojenie
Maszyna uzbrojona była w dwa lub trzy karabiny Typ 89 kalibru 7,7 mm. Pierwszy z nich zamontowany był na stałe w górnej części kadłuba przed kabiną pilota i strzelał poprzez śmigło. Tylną kabinę zaopatrzono w obrotnicę, na której montowano taki sam ruchomy pojedynczy lub zdwojony karabin Typ 89. Samolot mógł przenosić maksymalnie 500 kg bomb umieszczonych na zaczepach pod kadłubem i dolnym płatem.

## Służba
Do jednostek Ki-3 zaczął trafiać na początku 1935 roku. Samolot wszedł w skład 6., 7., 8., 9. i 12. Hikō Rentai (pułków lotniczych). Maszyny operowały na terenie Korei, Mandżurii i północnych Chin. W latach 1937–1939 brały udział w walkach chińsko-japońskich. Samolot dobrze radził sobie na polu walki i gdyby nie problemy ze sprężarkami silników ich użycie mogłoby być zdecydowanie dłuższe.